# Loggia del palazzo Balsamo

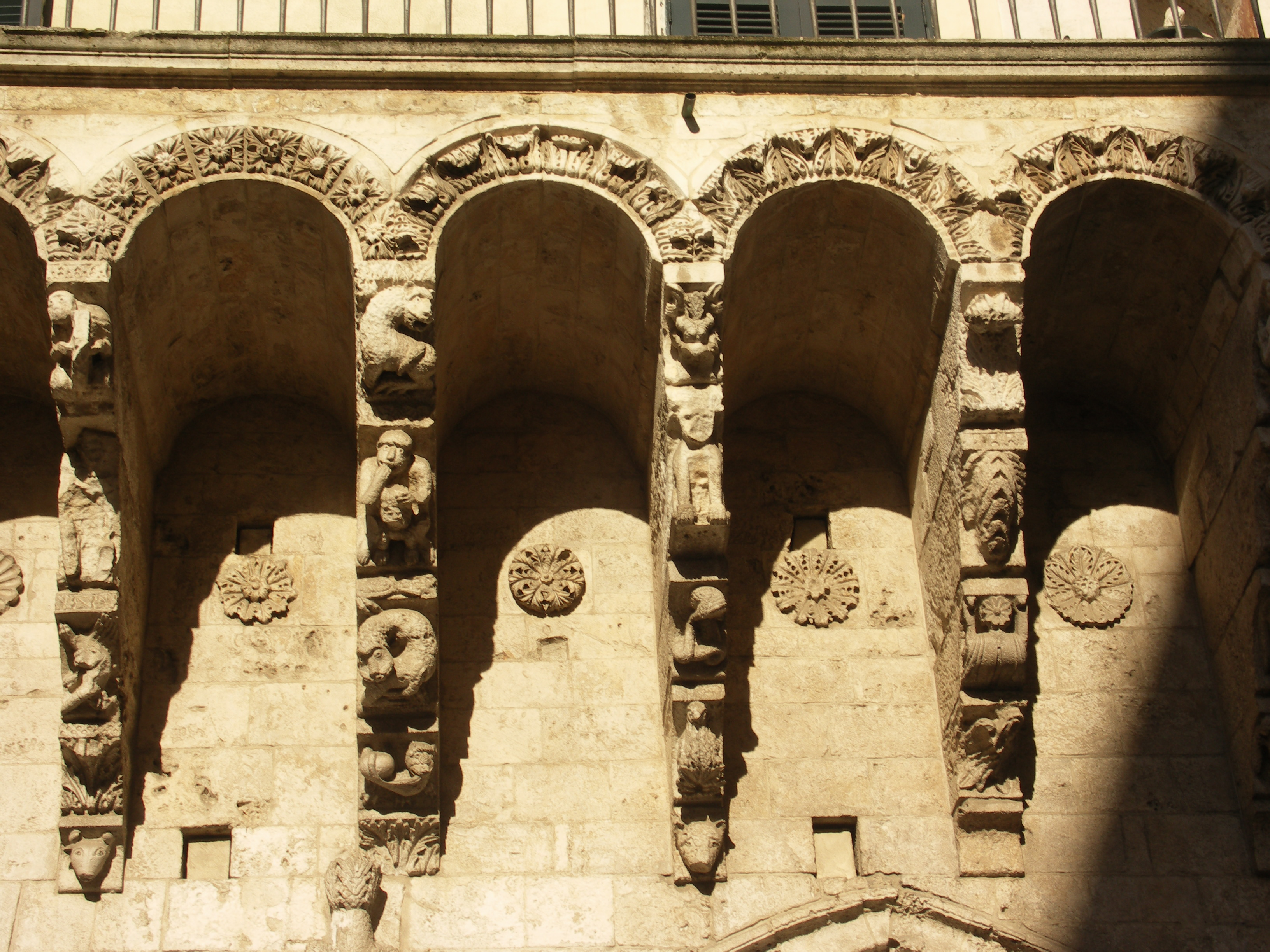
Le sculture della cosiddetta Loggia Balsamo

La loggia Balsamo è un monumento di Brindisi che si trova nei pressi di piazza Duomo.
Si tratta in realtà di un balcone sorretto da mensole collocato sopra due arcate ogivali: le mensole sono riccamente scolpite con motivi allegorici.
Il Palazzo, risalente al XIV secolo, probabilmente era parte di edificio molto più grande che occupava tutto l'isolato. Si ritiene, ma senza alcuna conferma documentaria, che in questo palazzo vi fosse la zecca angioina, qui trasferita quando la casa dell'ammiraglio Margarito divenne troppo inadeguata e ceduta ai francescani di Brindisi per erigere il loro convento (attuale chiesa di San Paolo Eremita).